# Cóc núi
Cóc núi (danh pháp hai phần: Ophryophryne pachyproctus) là một loài lưỡng cư thuộc họ Megophryidae.
Loài này có ở Trung Quốc, Lào, Việt Nam, và có thể cả Campuchia.
Môi trường sống tự nhiên của chúng là rừng ẩm vùng đất thấp nhiệt đới hoặc cận nhiệt đới, vùng núi ẩm nhiệt đới hoặc cận nhiệt đới, và ven sông ngòi. Chúng hiện đang bị đe dọa vì mất môi trường sống.